# Homem dos Pés de Louça
Homem dos Pés de Louça é uma figura folclórica brasileira.

## História
É tido como uma assombração, um fantasma que aparece na Ilha Grande, Restinga de Marambaia, Mangaratiba, no estado do Rio de Janeiro. Uns dizem que são almas de pescadores que penam. Outros, espíritos de náufragos desgraçados. Têm o corpo, a voz, os olhos, os cabelos iguais aos de qualquer homem comum, mas os pés são feitos de louça, com brilhos de luz.
Quem ouvir o chamado do Homem de Pés de Louça que não se vire, que não se comova e que não olhe para os seus pés. O remédio é fechar os ouvidos, apressar os passos na areia, fazer o pai-nosso e esconjurar o demo.